# لوسیانو لچزه
لوسیانو لچزه (انگلیسی: Luciano Leccese؛ زادهٔ ۱ سپتامبر ۱۹۸۲) بازیکن فوتبال اهل آرژانتین است.